# Mocuellus collinus
Mocuellus collinus är en insektsart som först beskrevs av Karl Henrik Boheman 1850.  Mocuellus collinus ingår i släktet Mocuellus, och familjen dvärgstritar. Enligt den finländska rödlistan är arten nära hotad i Finland. Arten är reproducerande i Sverige. Artens livsmiljö är torra gräsmarker.